# Christian Schrade

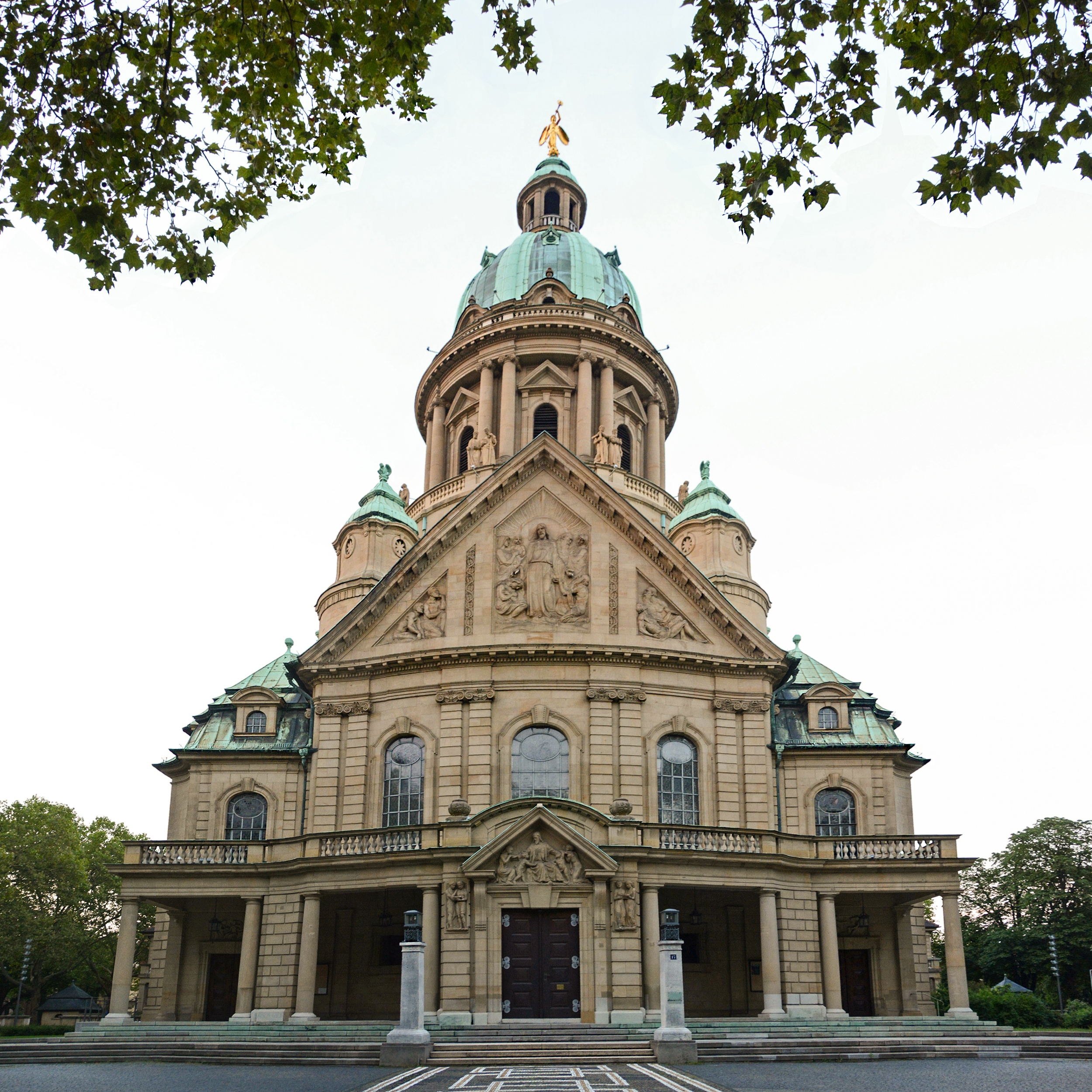
Mannheimer Christuskirche

Christian Schrade (* 29. Mai 1876 in Mehrstetten; † 10. April 1964 in Mannheim) war ein deutscher Architekt.

## Leben
Er wurde als Sohn eines Wagners im württembergischen Mehrstetten geboren. Von 1896 bis 1900 studierte er an der Technischen Hochschule Stuttgart und der Technischen Hochschule München. In Stuttgart gehörte Gustav Halmhuber zu seinen Lehrern, der Architekt des Mannheimer Wasserturms. Von der württembergischen Regierung erhielt er ein zweijähriges Reisestipendium, mit dem er in Italien die Renaissancearchitektur studierte. Schrade war danach in einem Essener Architekturbüro angestellt, für das er unter anderem beim Bau der Speyerer Gedächtniskirche tätig war.
Als die evangelische Gemeinde Mannheim den Bau einer „zentralen Repräsentationskirche“ im neuen Stadtteil Oststadt ausschrieb, erarbeitete Schrade als Mitarbeiter des Stuttgarter Architekten Theophil Frey die Pläne für den Siegerentwurf. Da Frey kurz darauf verstarb, erging der Auftrag zum Bau der Christuskirche an Schrade, worauf er 1905 nach Mannheim umzog. Diese frühe Arbeit sollte zugleich zum Hauptwerk seines Architektenlebens werden.
Spätere Werke in Mannheim waren der GBG-Wohnblock in der Garnisonstraße (1929), die Auferstehungskirche (1936) und die Thomaskirche (1950), aber auch in anderen Orten baute er Kirchen so in Steinsfurt und Brötzingen. Nach den Zerstörungen des Zweiten Weltkriegs leitete er den Wiederaufbau der Friedenskirche. Bei der Trinitatiskirche konnte sich Schrade nicht durchsetzen, sein barockisierender Entwurf entsprach nicht mehr dem Zeitgeschmack. Eine seiner letzten Arbeiten in Mannheim war 1959 die Wiederherstellung der Aufbauten der Arkadenhäuser am Friedrichsplatz.
Schrade war am Bunkerbauprogramm der Stadt Mannheim beteiligt. Er plante einen „Einheits-Sitzbunker“ in der Birnbaumstrasse 36 in Sandhofen und mehrere Werksbunker auf Firmengelände von Daimler-Benz, Boehringer und Weyl sowie den Rheinauer Stahlwerken.

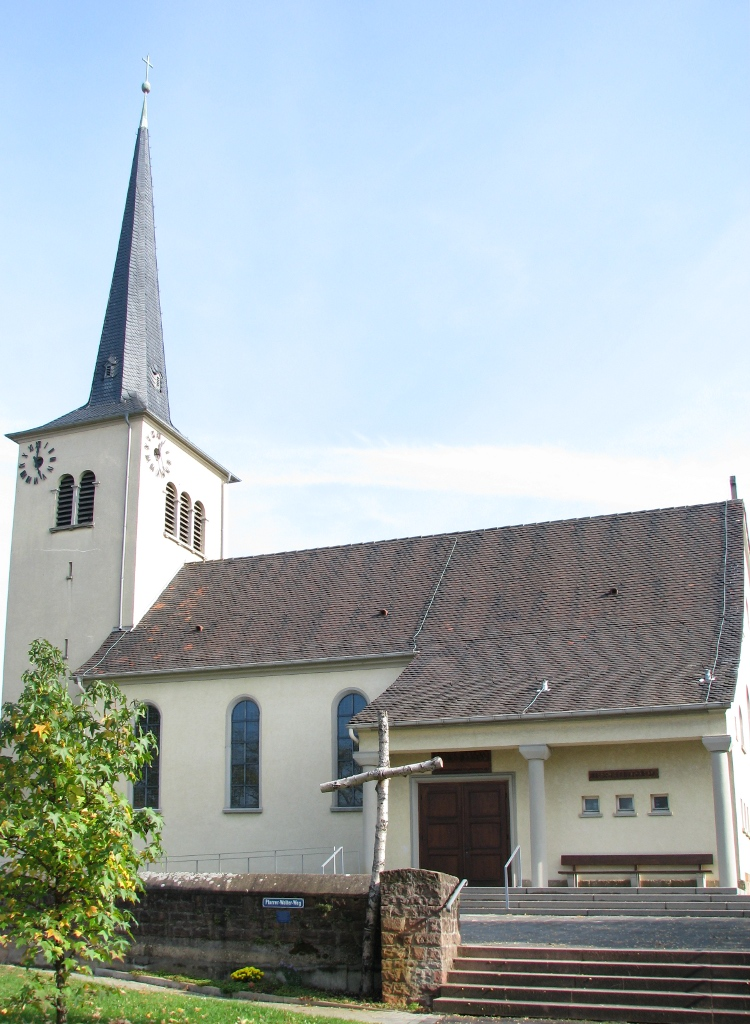
Auferstehungskirche
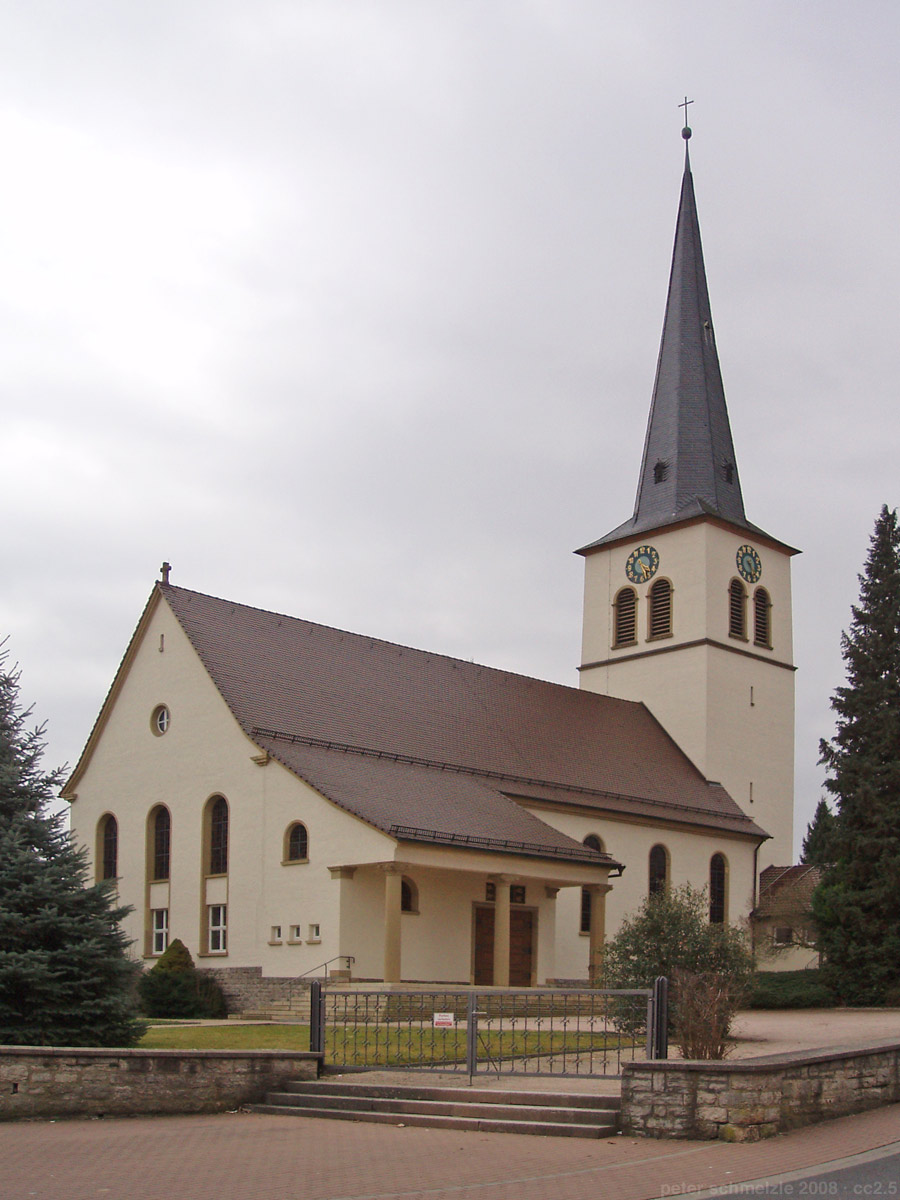
Kirche Steinsfurt
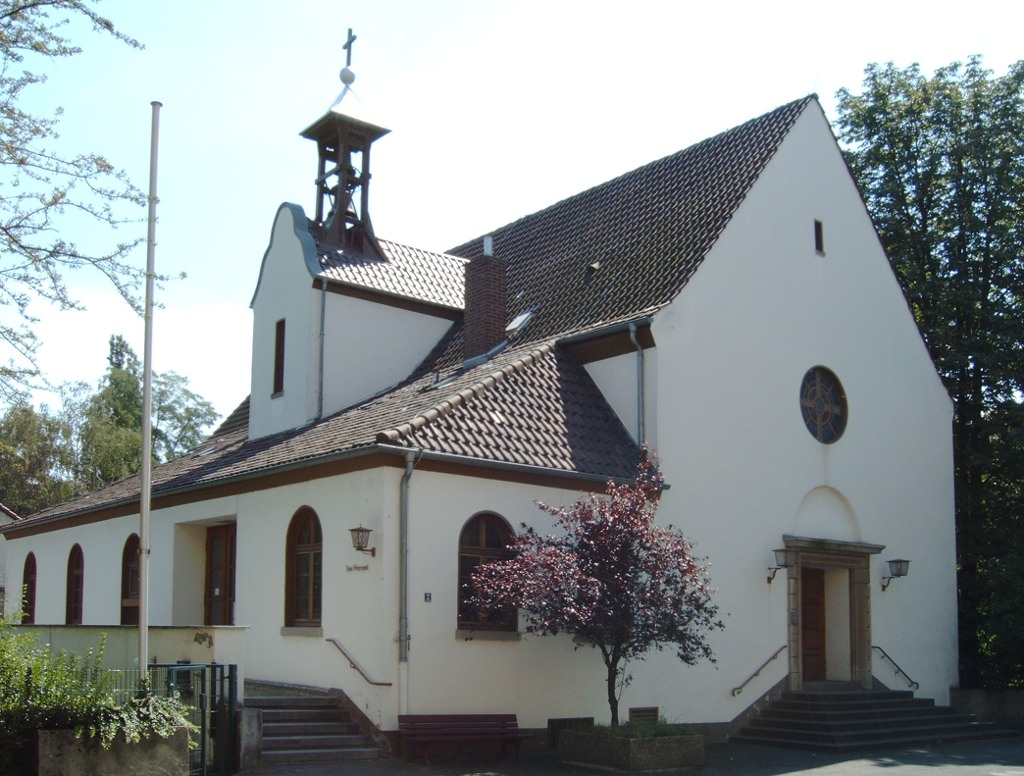
Thomaskirche
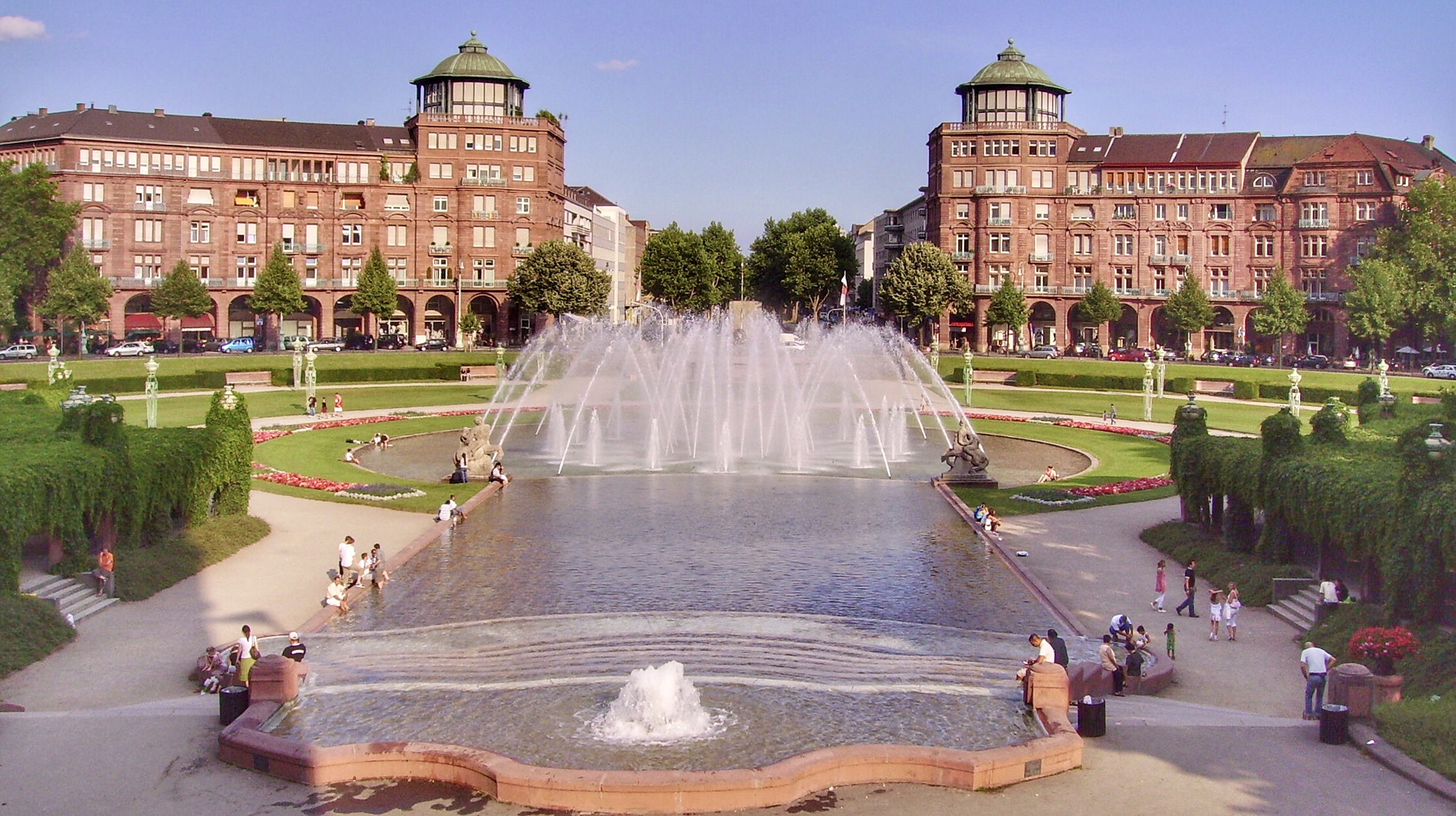
Arkadenhäuser